# Histoire des Juifs à Rypin
L'histoire des Juifs à Rypin commence dès le XVIIe siècle et va se poursuivre jusqu'à la Seconde Guerre mondiale où la communauté sera exterminée. À partir du XIXe siècle et jusqu'à la Seconde Guerre mondiale, les Juifs vont occuper une place prépondérante dans le commerce et l'artisanat de la ville, créant souvent de la jalousie parmi la population polonaise allant jusqu'à des manifestations antisémites violentes à la veille de la Seconde Guerre mondiale.
Rypin est une ville polonaise, siège du powiat de Rypin, en voïvodie de Couïavie-Poméranie. En 1793, Rypin est incorporée au royaume de Prusse lors du deuxième partage de la Pologne. Annexée au duché de Varsovie lors de la période napoléonienne, elle est rattachée à l'Empire russe par le congrès de Vienne en 1815. Elle redevient polonaise après la Première Guerre mondiale. Lors de la Seconde Guerre mondiale, elle fait partie du Gouvernement général du Reichsgau Danzig Westpreußen. Elle est restituée à la Pologne après la guerre.
Elle compte actuellement environ 16 000 habitants.

## Histoire de la communauté juive

### Les débuts de la communauté
Les premières mentions de Juifs habitant dans la paroisse de Rypin datent des années 1620-1630. En 1776, 36 Juifs vivent dans la ville. En 1781, ce nombre passe à 69, en 1782 à 86 et en 1817 à 541. Lors des décennies suivantes, la taille de la communauté juive continue à croitre de façon régulière.
Une communauté indépendante est établie dans les années 1790, après séparation de la communauté de Radziki Wielki, distante d'une vingtaine de kilomètres. Le développement de la population juive locale est accru par le privilège accordé en 1779. Le maire de la ville et le conseil municipal octroient avec l'accord du roi, les droits municipaux à tous les Juifs locaux ainsi qu'à leurs futurs descendants, les faisant des citoyens complets. En plus, les Juifs ont l'autorisation d'acheter des bâtiments ou des terrains à bâtir en un lieu unique, situé près d'un étang, où certains ont déjà leur propre maison, et de couper du bois dans les forêts municipales pour se chauffer et pour la construction de maisons. Ils ont la liberté de faire du commerce de textiles et de tous produits vendus au poids ou au volume et sont autorisés à faire venir leurs propres artisans, des bouchers et un boulanger, ainsi que de nommer un tribunal rabbinique et d'utiliser leur propre cimetière. Les Juifs sont obligés de payer des impôts sur un pied d'égalité avec les autres habitants de la ville. Une rue est désignée pour l'installation de la population juive, qui, avec le temps, sera nommée rue Targowa. Mordechai Lorsche est nommé rabbin de la communauté et sera connu plus tard sous le surnom de Rypiner. Il fonde une salle de prière avec cinq rouleaux de Torah et de nombreux livres.
Dans les années 1793-1794, on compte 12 marchands à Rypin, presque tous juifs. Dans l'arrêté du 7 avril 1797 General-Juden-Reclyent fur Sud un Neu-Ostpreussen, le gouvernement prussien restreint l'installation de nouvelles familles juives dans les limites de la ville. De nouvelles taxes sont prélevées aux Juifs. Pour eux, la capitation polonaise passe de 3 à 10 florins et en plus, ils doivent régler une taxe de tolérance de 2,5 thalers tous les 14 jours s'ils séjournent dans une ville où ils ne sont pas considérés comme résidents permanents. Ils doivent aussi payer une taxe de protection, dont le montant dépend du district, pour travailler dans certains domaines et s'acquitter d'une taxe de mariage Heiratsuzen variant entre 2 et 150 thalers en fonction de la ville, plus d'une taxe d'armée de 1 thaler par  an pour tous les hommes entre 14 et 90 ans, à l'exception des volontaires pour l'armée qui sont exempts de cette taxe. Tous les documents rabbiniques et en hébreu sont soumis à la Stempeisteuer (taxe de timbre). Les droits de la communauté et du rabbinat sont dorénavant limités aux affaires religieuses et tous les jugements rendus par les rabbins sont totalement annulés.
À la suite de cet arrêté, les responsables des communautés juives concernées se réunissent à Kiełczów pour décider de leur réaction. La taxe de mariage est surtout vue comme un moyen de limiter l'accroissement naturelle de la population juive.
L'assemblée décide de faire appel au roi et à ses ministres et entre temps demande à toutes les communautés grandes ou petites de ne payer qu'un tiers de la capitation polonaise soit un florin polonais par personne. En octobre 1797, une délégation juive se rend à Berlin et après négociation, reçoit une réponse du gouvernement le 20 novembre 1797, atténuant un certain nombre de conditions au bénéfice des Juifs.

### Du début duXIXesièclejusqu'à laPremière Guerre mondiale
Avec le temps, les restrictions ne seront plus strictement appliquées. Les juifs obtiennent l'autorisation de s'installer dans tous les quartiers de la ville et les autorités vont leur faciliter l'obtention de licences de colportage. Les artisans juifs ont dorénavant l'autorisation d'être membres des guildes.
Au XIXe siècle, les idées de la Haskala, le mouvement des lumières juif, commencent à arriver en provenance des territoires voisins de Prusse, et à se répandre parmi la population locale. Un des partisans du judaïsme réformé est Nacum Menasze Guttentag qui occupe le poste de rabbin de Rypin dans les années 1850-1870. Lors de l'insurrection de Janvier contre l'Empire russe en 1863-1864, il se range du côté des insurgés et encourage les Juifs à soutenir les Polonais. Par crainte de répression, il quitte Rypin, s'installe à Berlin et ne reviendra que quelques mois plus tard. Son attitude et ses opinions sont fortement rejetés par les Juifs orthodoxes en raison de l'influence croissante des hassidim arrivant de la Pologne centrale et orientale. À la fin du XIXe siècle, on trouve parmi les partisans locaux du judaïsme progressif Aharon Carmel, l'enseignant Kalman Pivobarsky et Israel Frankl. Ce dernier, né à Rypin en 1857, va quitter la ville pour effectuer ses études rabbiniques sous la direction du rabbin Joseph Chayyim Caro. Simultanément, il suit des cours à l'école secondaire locale où il acquiert une éducation séculière. Après avoir passé ses examens de fin d'étude, il commence des études de médecine à Varsovie, qu'il termine en 1885. Après l'obtention de son diplôme, il exerce comme docteur spécialiste en médecine interne, et publie pendant près de trente ans, des articles en hébreu dans le magazine juif Hatzfira pour promouvoir les sciences naturelles, la médecine et l'hygiène,. En 1889, il rassemble ses articles dans Mishmar-Hariuth (Gardien de la santé) qui devient un livre populaire. Le docteur Frankl est un ami d'Isaac Leib Peretz qu'il aide dans sa compilation de Die Yudische Bibliothek qui parait en trois volumes entre 1895 et 1897.
Les services médicaux sont fournis à Rypin par plusieurs feldshers (médecins assistants) juifs:  Salomon (Simon) Brzytwiński (à partir de 1847); Mojsze Filat (révoqué pour inconduite en 1875); Boruch Krawiecki (depuis 1903); et par des médecins: Dr Berek Sacharow (responsable de la clinique de Rypin depuis 1889); Dr Alexander Bronz (obstétricien–gynécologiste, qui exerce à Rypin de 1913 à 1939); Dr Eric Dorster (médecin généraliste qui pratique à Rypin entre 1926 et 1939).
À partir du début du XIXe siècle, les Juifs acquiert progressivement une position dominante dans le commerce local et dans certains métiers. Ils maintiendront pratiquement cette position pendant l'entre-deux-guerres.
En 1829, sur les 10 boucheries que compte Rypin, cinq sont détenues par des Juifs. En 1830 sur les 11 vendeurs à l'étal, 9 sont juifs. La situation est identique pour les marchands de laine, on compte huit Juifs sur un total de 10. Il y a 5 négociants juifs de peaux brutes, 10 négociants juifs de cuir, 11 négociants juifs de plumes, 5 négociants juifs de soie. En plus, Mosiek Grosztein est négociant en poissons, Jakub Wolenberg en grains, Lewin Epelkin en chevaux, Mojzes Klemberg en verre, Mendel Efraim en tapis. En 1833, 9 des 23 auberges sont détenues par des Juifs. Au milieu du XIXe siècle, la plupart des silos à grains sont détenus par des Juifs. En 1895, Icek Horowicz possède un entrepôt de bière, Icek Majer Zonabend et Lewin Gutszten un entrepôt d'outils en fer et Hersz Borensztein un entrepôt de meubles et de machines à coudre.
Les Juifs détiennent aussi une part importante de la production artisanale. En 1829 Salomon Wysztomyler, Jakub Natka, Abraham Grynfeld et Jakub Rebe sont des boulangers;  Łechman Srebrny, un teinturier; Józef Kutner ,un sellier; sur les 23 tailleurs de Rypin, la majorité sont juifs. Sur les 31 cordonniers, seulement 2 sont juifs: Iciek Srebrny et Freychel Dratwa. En 1830, Abram Fordoński fabrique des gâteaux en pain d'épices, Szaja Sheps des peignes, Dawid Warszauer et Józef Szluchter (ou Szlachter) des bougies, Abram Gutentag, Natan Bluzer, Józef Gans et Jakub Guzik des articles en cuir, Lewin Smuzik de la mercerie, Lachman Srebrny de la teinturerie. À la fin du XIXe siècle, de petits établissements détenus par des Juifs produisent de l'huile et du vinaigre. Des moulins sont détenus par M. Moszkowicz et Lejb Gribnerg.
En 1848, une maison de prière est construite. Les travaux de construction sont réalisés par Haskiel Gutsztejn en vertu d'un contrat daté du 23 avril 1844. La construction coûte plus de 795 roubles. Il s'agit d'un bâtiment en bois, qui va brûler lors de l'incendie qui se déclare dans la ville du 27 au 28 septembre 1857. Un nouveau projet pour une synagogue et un bâtiment scolaire est réalisé en 1859. Le coût de l'investissement est évalué à 3 824 roubles. Mais les travaux de construction de la synagogue ne débuteront qu'en 1884, pour un coût de 5 917 roubles et seront terminés en 1889. Une synagogue en briques est construite vers 1900 dans la rue Targowa.
L'attitude loyaliste de la plupart des Juifs envers les Russes, surtout après la chute de l'insurrection de Janvier, suscite le ressentiment de nombreux Polonais. En 1889, les Juifs de Rypin font don de la somme de 215 roubles et 81 kopecks pour construire une église orthodoxe, après qu'il soit devenu évident que la construction d'un hôpital local était impossible. À mesure que la position économique des Juifs se renforce, les animosités ethniques se développent,,,.

### L'entre-deux-guerres
En 1928, les Juifs possèdent au moins 12 % des établissements industriels, 58 % des établissements commerciaux et la moitié des banques. Avant le début de la Première Guerre mondiale, environ 60 % des membres de la communauté juive sont engagés dans le commerce, 25 % dans l'artisanat et 15 % dans d'autres professions. En 1929, ce sont respectivement : 49%, 38% et 13%.
On trouve parmi la population juive: 3 ferblantiers; 5 comptables; 2 casquettiers; 4 coiffeurs; 2 tailleurs de pierre; 2 chapeliers; 25 tailleurs; 94 commerçants et négociants; 4 médecins et feldshers; 5 enseignants; 7 boulangers; 2 mandataires; 3 industriels; 11 bouchers; 3 menuisiers; 9 cordonniers; 2 restaurateurs; 5 propriétaires fonciers; 3 horlogers; 1 propriétaires de cinéma; 1 serrurier; 1 fabricant de cordage; 1 peintre; 1 confiseur; 1 pharmacien; 1 avocat. Les propriétaires des domaines fonciers environnants appartenant à la communauté juive de Rypin, se distinguent par leur activité dans la vie économique et professionnelle: Majer Kohn (918 hectares à Radziki Duże et Radzynek); Salomon Gelblum (507 hectares à Kotowy); Ber Kleinber (421 hectares à Linne); Eliezer Blas (Kotowy et Rozważyn); Chaim et Stefan Ajbeszycowie à Dobre, Łabędź et Czumsk; Abram Belgider à Radziki Wielkie; Nuchim Kohn (propriétaire de l'hôtel au 5 place Sienkiewicza); l'avocat Izydor Fischgrunt; les médecins: Aleksander Bronz, Berek Sochorow et Erik Doster; le feldsher Baruch Krawiecki. Les Juifs détiennent une part importante de l'immobilier de la ville. En 1910, elle atteint 37% de l'ensemble du domaine immobilier de la ville.
De nombreuses organisations juives existent à Rypin pendant la période de l'entre-deux-guerres. La plupart de leurs membres sont des Juifs qui se sont installés en ville dans les années 1905-1914. Ce sont des enseignants, des intellectuels issus des couches sociales inférieures et des ouvriers représentant un large éventail d'opinions politiques. Certains sont des partisans du sionisme, comme Szmul Zajnwil Pojzner ou Icchak Zonabend, tandis que d'autres penchent à gauche et sont associés à l'idéologie du Bund comme Iszajah Rybak ou Wiśniewski. Cependant, la grande majorité des juifs de Rypin suivent un judaïsme traditionnel. L'influence des hassidim, les disciples du tsadik de Góra Kalwaria, est également forte. Ils ont leur propre shtiebel, appelé la Wielkim Domem (la Grande Maison), dans la rue Garncarska. Leur leader spirituel local est Fiszel Blum. En 1905, les opposants à l'orthodoxie, menés par Jakub Kolski et l'avocat Zoanbend, créent la Bibliothèque juive, avec le Cercle dramatique Szma Izrael. Basée sur l'importante collection de livres existants, la bibliothèque populaire et avec sa salle de lecture ouvre en 1915, avec un groupe de théâtre et de musique amateur. Bientôt, à l'initiative du Bund, une chorale est créée.
Les Juifs de Rypin ont trois équipes de football au début des années 1930 : les clubs juifs Kraft et KŻ Gwiazda, ainsi que Makkabi fondé en 1926.
La communauté religieuse est dirigée par le rabbin Gerszon Aszer Luria (1892-1932). Nuta Nusen Nutkowicz lui succède en 1933. Né le 2 janvier 1888 à Bielsk, fils de Meszel et Nycha, diplômé d'une école primaire de sept classes et père de deux enfants, il occupe le poste de rabbin à Gąbin avant de prendre le poste à Rypin. Il jouit d'une grande popularité parmi les Juifs sionistes, principalement après avoir organisé un groupe d'auto-défense contre l'antisémitisme grandissant de la population polonaise. Dans les années 1932 à 1935, il travaille temporairement comme rabbin à Dobrzyń sur la rivière Drwęca. Après le début de la Seconde Guerre mondiale, il se retrouve à Varsovie comme de nombreux Juifs de Rypin. Après la création du ghetto, il représente les intérêts des réfugiés dans des associations caritatives et à la Commission centrale des réfugiés du Judenrat. Il est abattu sur la place Umschlagplatz à Varsovie, lors des déportations vers Treblinka en 1942.
La communauté juive de Rypin est relativement prospère. En 1938, ses actifs sont estimés à 10 000 złotys en biens mobiliers et 60 000 złotys en biens immobiliers alors que ses dettes atteignent 9 512 złotys. La synagogue de style Art nouveau, construite de 1900 à 1905 au 18, rue Targowa a une valeur estimée de 20 000 złotys. Elle est située près d'un Beth Midrash, construit à la fin du XVIIIe siècle au 16, rue Targowa, estimé lui à 7 000 złotys. Dans la rue Tylna, le mikve (bain rituel), l'abattoir et l'appartement du rabbin sont estimés à 5 000 złotys.
La communauté juive possède deux cimetières. L'ancien, datant de la fin du XVIIIe siècle et qui n'est plus utilisé, se trouve près de la centrale électrique et le nouveau, datant du début du XXe siècle, près de la route de Sierpc, dans la rue Spokojna. L'ensemble est estimé à 3 000 złotys.
En 1924, les membres du conseil de la communauté juive sont: le rabbin Luria; Jacob Munter; Jacob Sztencel; Zalman Grund; Jehusze Bajzer. Le président du conseil pour le mandat de 1924 à 1931 est Yitzhak Zonabend, qui décédant en 1930 est remplacé par Yitzhak Buchman qui occupera le poste de 1931 à 1936. Après les élections de 1936, la communauté est dirigée par Simeon Kohn. Les membres du conseil d'administration sont alors: Kohn; Plucer; Gotlibowski; Cajtag; Luxemburg; et Pukacz. La composition politique au sein du conseil de la communauté ne change pas jusqu'à la fin des années 1920. Celui-ci est alors dominé par les milieux traditionalistes. Aux élections de 1931 et de 1936, les sionistes obtiennent la majorité, ce qui provoque des protestations de la part des orthodoxes et des représentants de la gauche non sioniste.
Les mouvements sionistes

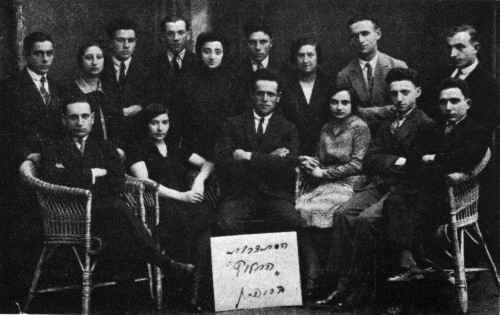
Le comité du mouvement HeHalutz en 1929
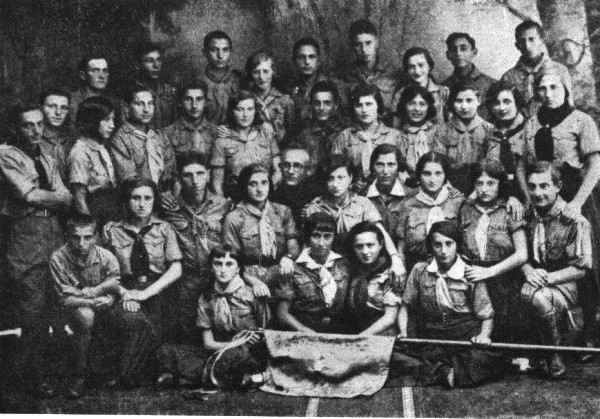
Les jeunes de l'Hashomer Hatzaïr en 1930

Les Juifs prennent part aux élections du conseil municipal, généralement sur les mêmes listes que les allemands locaux. Les Juifs sont plus enclins à entretenir des relations amicales avec les Allemands, qu'ils considèrent comme porteurs d'une culture "meilleure" et "supérieure" à celle des Polonais. Cette attitude prend sa source au XIXe siècle, et est surtout répandue auprès de la jeune génération. L'arrivée des Allemands en 1914 est vue comme un tournant bienvenu, libérant Rypin du stigmate de la Kasrylevka russe (shtetl paumé au milieu de nulle part). Les animosités mutuelles et les rancœurs plus ou moins dissimulées influencent constamment les relations polono-juives. Dans les années 30, le ressentiment à l'égard des Juifs s'exprime beaucoup plus fréquemment. Les magasins et ateliers juifs commencent à être boycottés et à faire l'objet de piquets de grève. Des slogans antisémites sont peints sur les maisons juives, des fenêtres sont brisées et des échoppes vandalisées. De tels évènements se produisent en janvier 1939. Les membres des Brigades d'acier de la Związek Młodzieży Polskiej "ZET" (Association de la jeunesse polonaise) orchestrent la campagne antisémite à Rypin et dans les villes voisines. Les Juifs de Rypin s'associent avec ceux de Dobrzyn pour demander au député Icchak Rubinstein de faire ouvrir une enquête par le ministère de l'Intérieur. Ils contactent aussi le gouverneur de la Voïvodie de Poméranie.
Entre 1919 et 1939, plusieurs Juifs sont élus au conseil municipal, comme: Bezalel Stenczel, horloger; Shlomo Stenczel, propriétaire de l'usine de fabrication de cadres; Shmuel Pessah Gurman, négociant en métaux ferreux; Shimon Luxembourg, commerçant; Shlomo Braun, négociant en bois; Bornstein; commerçant; Michael Levi; Yitzhak Braun et le Dr. Bronz. Tous sont assassinés par les nazis entre 1939 et 1941.

### La Seconde Guerre mondiale
Dès les premiers jours de l'occupation allemande, la population juive subit une répression brutale. Le 8 septembre 1939, les appartements appartenant à des Juifs sont fouillés à la recherche d'armes. Les nazis organisent une chasse à l'homme pour retrouver le rabbin qui a fui la ville. À partir du 10 septembre 1939, le travail forcé est imposé aux Juifs. Les Juifs sont envoyés travailler sur le bâtiment inachevé de l'école secondaire, et sont chargés d'enlever les cadavres des Polonais et des Juifs assassinés dans la prison de Rypin et de les enterrés, après avoir nettoyé les lieux. Au cours de ces travaux, 11 personnes sont assassinées. Le 17 septembre 1939, la synagogue et le Beth Midrash sont incendiés. La synagogue est finalement démolie le 27 octobre 1939. La population juive est faussement accusée de cet incendie criminel et une amende de 30 000 złotys (selon d'autres sources: 100 000 – 120 000 złotys) lui est imposée. Les cimetières juifs sont rapidement détruits et les matzevot (pierres tombales) utilisées comme matériau de construction. En septembre et octobre 1939, ont lieu de nombreuses arrestations et des meurtres. Des groupes de plusieurs dizaines de personnes sont transportés vers des destinations inconnues. Ils disparaissent sans laisser de traces.
En octobre 1939, le Judenrat est créé. Il comprend les principaux membres du conseil de la communauté d'avant-guerre. Après les avoir volés, ils sont exécutés à la fin du mois d'octobre. Les lieux des meurtres de masse se situent dans les forêts près de Skrwilno, Karnkówo, Rusinówo et au cimetière juif de Rypin. Avant le 11 novembre 1939, de nombreux Polonais et une vingtaine de Juifs sont arrêtés. Le début de la déportation des Juifs de Rypin a lieu le 12 ou le 14 novembre 1939. Les personnes rassemblées sur la place du marché reçoivent l'ordre de quitter la ville dans les deux jours. Les Juifs locaux, ainsi que les réfugiés juifs se retrouvent à Szreńsk, Drobina, Żuromin, Maków Mazowiecki, Ciechanów, Mława, Płońsk, Varsovie et Międzyrzec Podlaski. Les Juifs vivant dans les villages environnants sont déportés en novembre et décembre 1939. À cette date, la communauté juive de Rypin a définitivement cessé d'exister. Il ne reste qu'une douzaine de Juifs pour effectuer divers travaux de nettoyage. Ils survivent jusqu'en février 1941.

### L'après-guerre
Après la guerre, les premiers Juifs survivants de la Shoah, retournent à Rypin au printemps 1945. En mai 1945, ils constituent un groupe de 28 personnes dont certains vont émigrer très rapidement, si bien qu'à la mi-1946, ils ne seront plus que 12. D'autres vont arriver et entre l'automne 1946 et la mi-1947, la population juive va osciller entre 45 et 68 personnes et de la mi-1947 à la fin de 1949, elle va se stabiliser entre 25 et 27 personnes. Dans les années 1960, la plupart quittent la ville et ils ne sont plus que 2 à la fin de la décennie. Une branche du Comité central des Juifs en Pologne est active en ville entre 1945 et 1949, et compte en janvier 1949, 21 membres. Le conseil de direction composé de trois membres, est chargé d'administrer et de liquider les biens de l'ancienne communauté qui comprennent une maison en briques, un bâtiment en briques, trois cimetières juifs à Kikół, Lipno et Rypin, une maison en bois dans le cimetière, une maison funéraire en briques dans le cimetière et un terrain de 1 000 mètres carrés à Rypin.
Sur la liste alphabétique des Juifs polonais qui ont survécu à la Seconde Guerre mondiale figurent 66 personnes originaires de Rypin, dont seulement 23 sont retournés temporairement dans la ville après la guerre,,,
```
.
```

## Évolution de la population juive

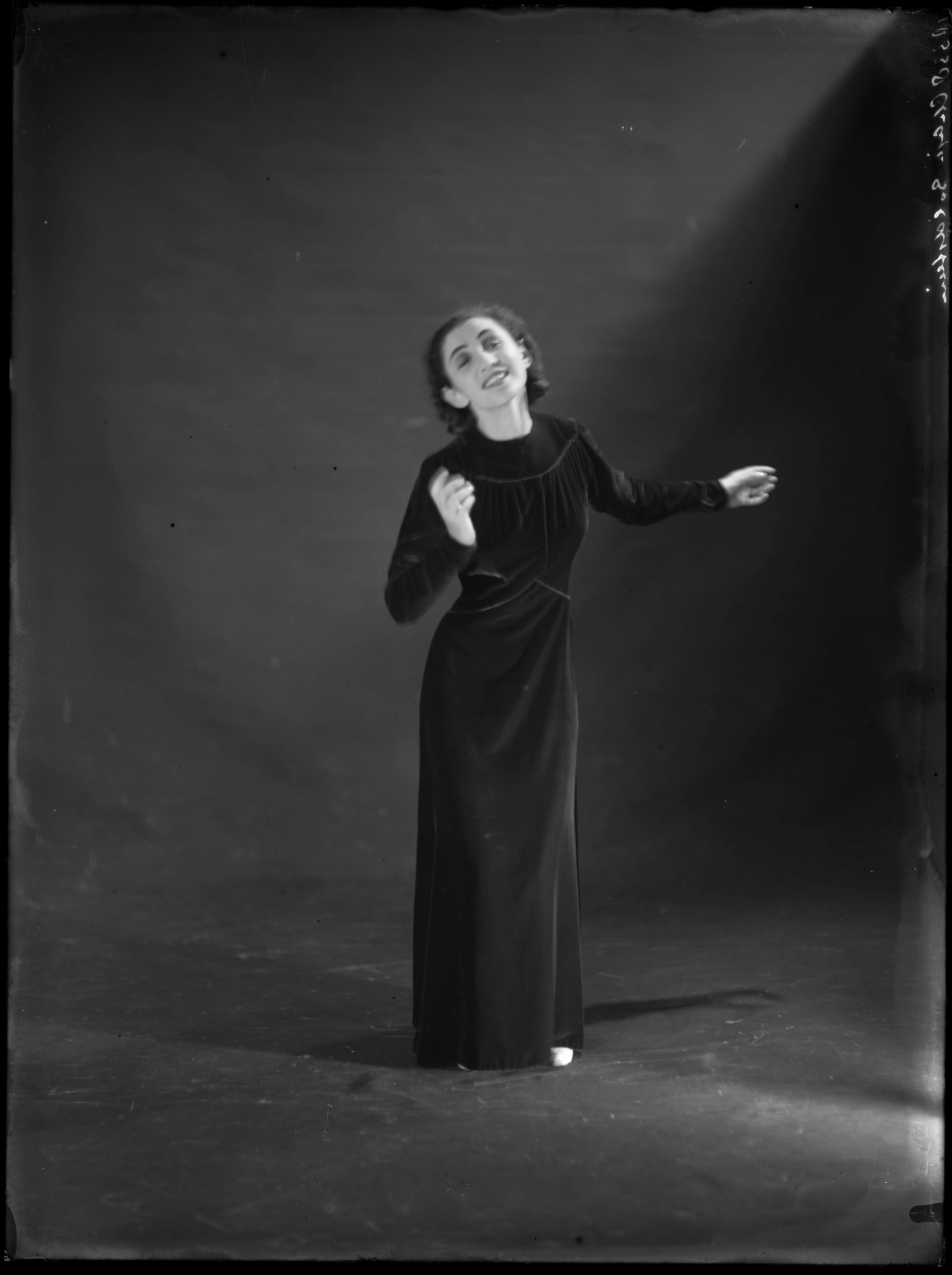
Chaja Ruchel Goldstein

| Population juive à Rypin |                               |                 |                      |
| Année                    | Population totale de la ville | Nombre de Juifs | Pourcentage de Juifs |
| 1781                     | -                             | 69              | -                    |
| 1793                     | -                             | ~ 150           | -                    |
| 1808                     | 405                           | 315             | 77,8 %               |
| 1820                     | -                             | 517             | -                    |
| 1827                     | 1 427                         | 731             | 51,2 %               |
| 1830                     | 1 619                         | 746             | 46,1 %               |
| 1856                     | 2 137                         | 1 024           | 47,9 %               |
| 1865                     | 3 003                         | 1 543           | 51,4 %               |
| 1897                     | -                             | 1 706           | -                    |
| 1909                     | -                             | 2 922           | -                    |
| 1921                     | 7 234                         | 2 791           | 38,6 %               |
| 1933                     | -                             | 2 696           | -                    |
| 1939                     | 8 746                         | ~ 2 200         | ~ 25 %               |
| mai 1945                 | -                             | 28              | -                    |
| janvier juillet 1946     | 7 350                         | 12              | ~ 0,2 %              |
| décembre 1946            | -                             | 45              | -                    |
| juillet 1947             | -                             | 68              | -                    |
| 1948/1949                | -                             | 25 - 27         | -                    |
| 1960                     | -                             | 2               | -                    |

## Personnalités juives nées à Rypin
- Chaja Ruchel Goldstein (1908-1999): danseuse et chanteuse néerlandaise
- Jacob Talmon (1916-1980): historien israélien, professeur d'histoire moderne à l'université hébraïque de Jérusalem.